# 最後的晚餐 (魯本斯)
《最后的晚餐》是彼得·保罗·鲁本斯創作的油畫，描繪最后的晚餐中的耶稣以及使徒。畫中犹大身穿藍衣，轉過身面向他方，背離餐桌。
除耶穌之外，猶大是畫面中最顯眼的人物。他右手掩嘴，目光迴避與其他人物直接接觸，流露出緊張不安的神情。耶穌身著紅袍，頭上環繞著金色光環，臉微微仰起。祂位於畫面中央，兩側各有六位門徒相伴，手持一塊麵包，面前放著一杯酒。耶穌是畫中光線最集中的人物，而畫面最左側的人物則處於最深的陰影中。
此畫被認為完美顯現最後的晚餐中的神學意義，既表現了麵包與葡萄酒的祝福，也暗示著猶大的背叛。
此畫由凱瑟琳·萊斯奎耶（Catherine Lescuyer）委託創作，以紀念她的父親。這幅畫原為比利時梅赫伦圣路茂狄主教座堂祭壇畫的一部分。
如同許多北歐的描繪風格，畫中可見一隻叼著骨頭的狗，可能是隻寵物，也可能是傳統上忠誠與信仰的象徵。根據J·理查德·贾德森（J. Richard Judson）解讀，靠近猶大那隻狗或許象徵貪婪、邪惡，呼應《約翰福音》13:27中的情節。
這幅畫是在魯本斯1611年首次嘗試創作《最後的晚餐》失敗之後完成的。當時贊助人在最後一刻退出，可能是因為魯本斯索價4,000古尔登的高額費用所致。
達文西版本的《最後的晚餐》壁畫對魯本斯影響甚大，他曾依據達文西的作品製作蚀刻版画，是魯本斯最早嘗試以版畫呈現人類情感的作品之一，由彼得·紹特曼印製。此外，魯本斯的人文主義思想也深深影響他對聖經主題的提煉與呈現。
魯本斯在完成畫作後，常會製作雕版版畫，供其他藝術家參考並作為創作藍本，這些臨摹甚至被收藏。這些版畫與複製作品使魯本斯生前作品便廣受歡迎。